# Lola Anderson
Lola Anderson (Richmond upon Thames, 16 aprile 1998) è una canottiera britannica, campionessa olimpica nel 4 di coppia a Parigi 2024 insieme a Lauren Henry, Hannah Scott e Georgina Brayshaw.

## Palmarès
- Giochi olimpici

Parigi 2024: oro nel 4 di coppia;
- Campionati del mondo di canottaggio

Belgrado 2023: oro nel 4 di coppia.
- Campionati europei di canottaggio

Oberschleißheim 2022: oro nel 4 di coppia.
Seghedino 2024: oro nel 4 di coppia.